# Michele Pazienza

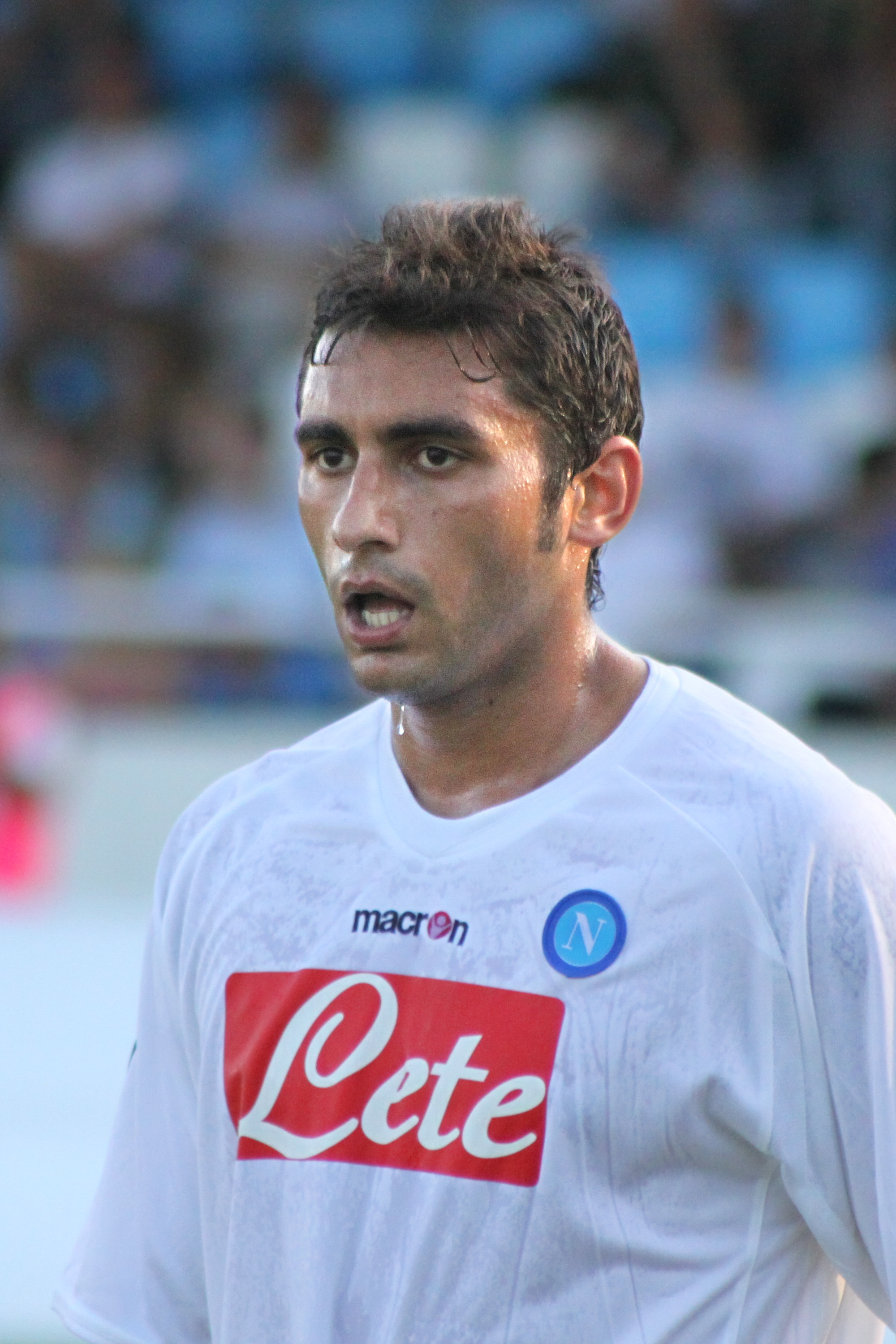
Pazienza en el Napoli en 2009.

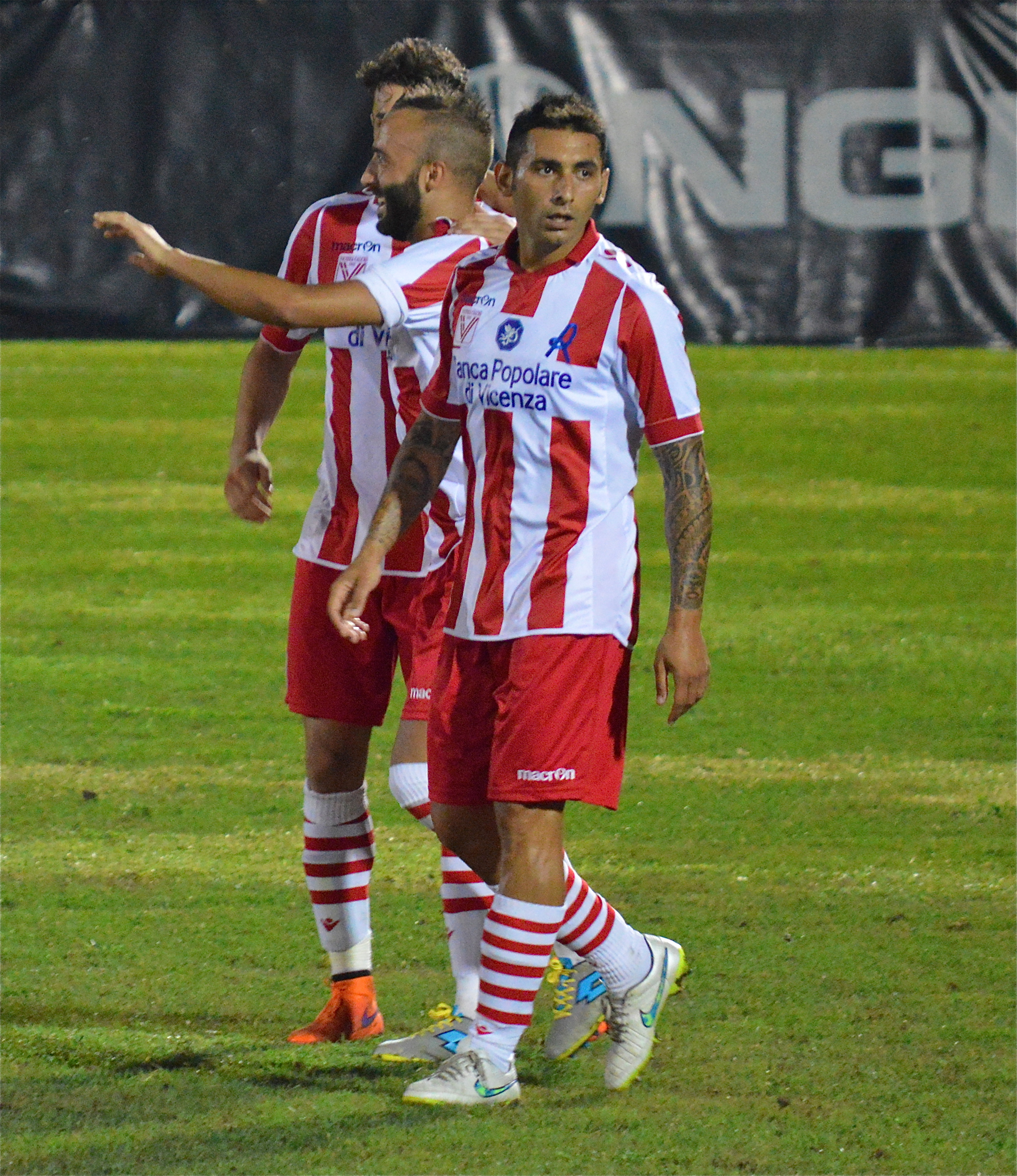
En las filas del Vicenza en 2015.

Michele Pazienza (San Severo, Foggia, Italia, 5 de agosto de 1982) es un exfutbolista y entrenador italiano. Se desempeñaba como centrocampista.

## Trayectoria
Su primer equipo profesional fue el Foggia. En 2003 fichó por el Udinese, por expreso deseo del entrenador Luciano Spalletti. Fue cedido a préstamo por dos temporadas a la Fiorentina, que lo adquirió definitivamente en junio de 2007. En enero de 2008 pasó al Napoli por 4,25 millones de euros, debutando el 2 de febrero frente a su ex club bianconero (Napoli-Udinese 3-1). Marcó su primer gol en la Serie A el 13 de diciembre del mismo año contra el Lecce.
El día 16 de junio de 2011 fichó por la Juventus de Turín por tres años como agente libre. En enero de 2012 fue cedido en préstamo al Udinese. Al final de la temporada regresó a la Juventus para ser transferido al Bolonia Después de tres temporadas en el club boloñés, fichó por el Vicenza.

## Clubes

### Como jugador
| Club                    | País   | Año       |
| ----------------------- | ------ | --------- |
| U. S. Foggia            | Italia | 1999-2003 |
| Udinese Calcio          | Italia | 2003-2005 |
| A. C. F. Fiorentina     | Italia | 2005-2008 |
| S. S. C. Napoli         | Italia | 2008-2011 |
| Juventus F. C.          | Italia | 2011-2012 |
| Udinese Calcio (cedido) | Italia | 2012      |
| Bologna F. C.           | Italia | 2012-2015 |
| Vicenza Calcio          | Italia | 2015-2016 |
| A. C. Reggiana          | Italia | 2016      |
| Manfredonia Calcio      | Italia | 2016-2017 |

### Como entrenador
| Club      | País   | Año       |
| --------- | ------ | --------- |
| AC Pisa   | Italia | 2017-2018 |
| Siracusa  | Italia | 2018      |
| Cerignola | Italia | 2020-2023 |
| Avellino  | Italia | 2023-2024 |
| Benevento | Italia | 2025      |

## Palmarés

### Campeonatos nacionales
| Título              | Club           | País   | Año     |
| ------------------- | -------------- | ------ | ------- |
| Serie C2            | U. S. Foggia   | Italia | 2002-03 |
| Supercopa de Italia | Juventus F. C. | Italia | 2012    |